# Saba Jerozolimski

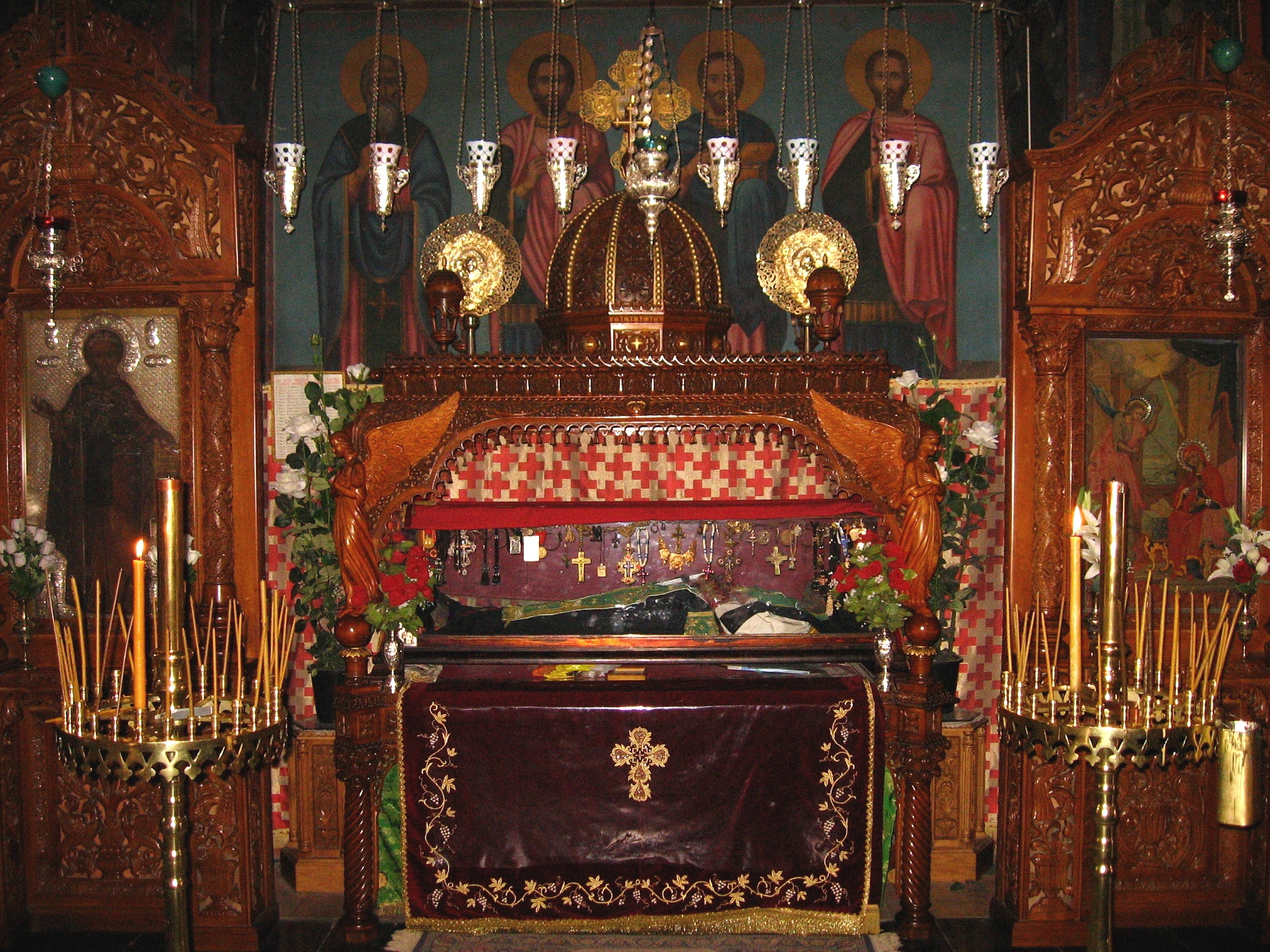
Relikwie świętego Sawy w głównym kościele klasztoru Mar Saba w Palestynie.

Saba Jerozolimski (ur. 439, zm. 5 grudnia 532) – święty katolicki i prawosławny, archimandryta. 

## Życiorys
Przyszedł na świat w pobliżu Cezarei Kapadockiej w chrześcijańskiej rodzinie Jana i Zofii. Kiedy jego ojciec, oficer armii cesarskiej, został wysłany na służbę wojskową, ośmioletni Saba pozostawiony pod opieką wuja trafił do klasztoru. Jako dziecko szybko nauczył się czytać i stał się znawcą świętych ksiąg. Oparł się naciskom rodziców, aby powrócić do świata ludzi świeckich i zawrzeć małżeństwo. W 469 r. na Pustyni Judzkiej rozpoczął życie pustelnicze. Z czasem przyłączyli do niego uczniowie. Był założycielem klasztoru Wielkiej Ławry. W 487 mając 48 lat otrzymał święcenia kapłańskie. Angażował się w ówczesnych sporach teologicznych Konstantynopola dotyczących decyzji soboru chalcedońskiego. Zaproszony do stolicy przez cesarza Anastazjusza I pod naciskiem patriarchy Jerozolimy, gdzie okazał się obrońcą wiary chalcedońskiej, co wywołało niezadowolenie cesarza, zwolennika monofizytyzmu. Po śmierci Anastazjusza, za cesarza Justyna I spory zakończyły się i Saba wrócił do Palestyny. W 524 r. wprowadzono spisany przez niego statut klasztoru, który później stał się wzorem dla klasztorów w całej Palestynie, skąd rozprzestrzenił się w świecie prawosławnym. Saba zmarł 5 grudnia 532. Jest czczony jako święty, a jego wspomnienie obchodzone jest 5 grudnia.